# Коста-де-Кантабрия
Побережье Коста-де-Кантабрия совпадает с береговой линией автономии Кантабрия, граничит со Страной Басков и Астурией. Его протяжённость — 285 км. Огромное разнообразие пейзажей — начиная от зелёных лугов и древних пещер с наскальными рисунками и заканчивая длинными пляжами и старинными городками — превратили этот регион в самый популярный курорт в северной Испании.

## Транспорт
Внутренний транспорт развит очень хорошо — здесь постоянно курсируют автобусы, электрички и поезда. Туристы из-за рубежа прилетают сюда через Мадрид или Бильбао.

## Климат
Средняя температура Коста-де-Кантабрии в июле или августе — варьируется между 25 °C и 30 °C. Весной и осенью, наблюдаются многочисленные дожди.

## Пляжи
Есть как песчаные пляжи, так и территории, покрытые мелкой галькой. Поскольку Коста-де-Кантабрия ещё не так популярна, как например, Коста Бланка, пляжи здесь гораздо свободнее.

## Самые популярные города
- Сантандер (столица автономии),
- Сантильяна-дель-Мар,
- Комильяс,
- Сан-Висенте-де-ла-Баркера.

## Самые популярные достопримечательности
- пещера Альтамира с наскальными рисунками (неподалёку от Сантандера и Сантильяна-дель-Мар),
- Монастырь Санта Хулиана (Сантильяна дель-Мар),
- летняя резиденция «Каприз» (Комильяс).